# John Sebastian Helmcken

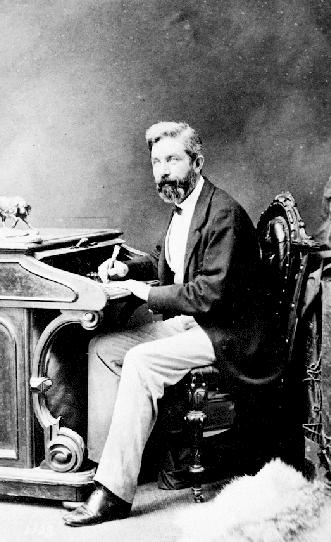
John Sebastian Helmcken, ca. 1854, im Helmcken House, Victoria

John Sebastian Helmcken (* 5. Juni 1824 in Whitechapel, London; † 1. September 1920 in Victoria auf Vancouver Island) war Arzt, Politiker und Händler der Hudson’s Bay Company. Er gilt als entscheidender Förderer des Anschlusses der Provinz British Columbia an das entstehende Kanada (und damit nicht an die USA) sowie der Erhebung Victorias zur Provinzhauptstadt. Er gründete mehrere medizinische Institute und war von erheblicher Bedeutung für die First Nations sowie für die Einwanderungspolitik in British Columbia.
Helmcken heiratete am 27. Dezember 1852 Cecilia Douglas (1834–1865), eine Tochter des Gouverneurs James Douglas in Victoria, mit der er vier Söhne und drei Töchter hatte. Sein Wohnhaus ist das älteste erhaltene Gebäude in Victoria (unmittelbar neben dem Royal British Columbia Museum) und birgt heute ein ihm gewidmetes Museum, das Helmcken House.

## Leben

### Herkunft und Jugend
John Sebastian Helmcken war der älteste Sohn von Claus Helmcken (1781–1839) und Catherine Mittler (1795–1869), die am 17. September 1817 in London heirateten und zusammen acht Kinder hatten. Sie waren Lutheraner. John Sebastian hatte drei ältere Schwestern und eine jüngere sowie drei jüngere Brüder, doch verlor er weitgehend den Kontakt zu ihnen.
Sein Vater Claus Helmcken arbeitete bis 1825 in einer Londoner Zuckerfabrik (Messrs. Bowman’s), in der viele Deutsche beschäftigt waren, später war er Lebensmittelhändler im nahe gelegenen White Swan Public House. Er war nach Einschätzung seines Sohnes kränklich, litt unter Gicht und trank zu viel, spätestens, nachdem sein Laden pleitegegangen war. So lag die Sorge für die Kinder überwiegend bei der Mutter. Helmcken beschrieb sie als liebevoll, bewunderte ihre Umsicht und Ordnungsliebe sowie ihre Abneigung gegen Verschwendung.

### Ausbildung
John Sebastians Eltern schickten den für schwächlich gehaltenen Jungen 1828 zur St George’s German and English School in London. Dort wurden die Kinder ausschließlich in Englisch, Deutsch, Schreiben, Arithmetik und Geographie unterrichtet. Dort galt „Ordnung als des Himmels erstes Gesetz“, wie sich Helmcken später erinnerte.
Mit 14 ging Helmcken als Laden- und Botenjunge zu Dr. William Henry Graves, für den er schon als Schüler seit 1837 Medikamente ausgetragen hatte. Dort bewährte er sich so gut (und lernte zudem Latein bei einem Kleriker), dass Dr. Graves ihn zum Apotheker und Drogisten ausbildete. Binnen fünf Jahren wurde er Arzt, wobei er sein Studium am Guys Hospital aufnahm (1844). Während dieser Zeit verstarb sein Vater an Wassersucht. 1847 wurde der junge Helmcken als Licentiate of the Worshipful Apothecaries Company of London zugelassen. Diese Gesellschaft war für die Zulassung aller im praktisch-medizinischen Bereich Tätigen zuständig.

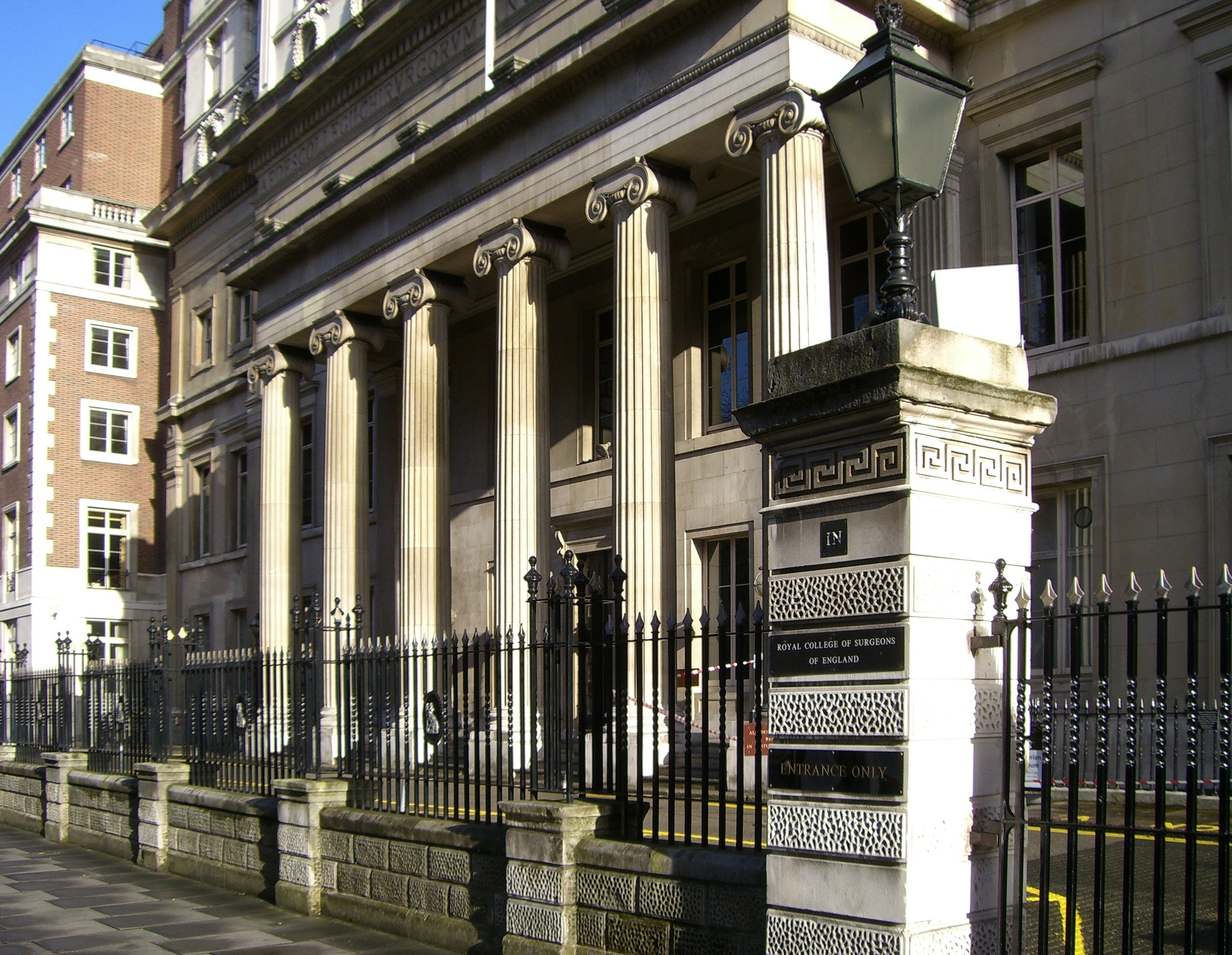
Eingang zum Royal College of Surgeons of England

Im Juni 1847 bot ihm der Schatzmeister Harrison eine Stellung als Schiffsarzt an. Im Sommer segelte er für die Hudson’s Bay Company (HBC) mit dem Schiff Prince Rupert zur York Factory an der Südwestecke der Hudson Bay. Dort traf er erstmals auf Händler der Inuit und kehrte im Herbst zum Krankenhaus zurück, wo er 1848 die Aufnahmeprüfung am Royal College of Surgeons of England ablegte. In diese Gesellschaft wurde er im März aufgenommen.
Auf der Schiffsreise hatte er den Chief Factor Hargraves und seine Frau kennengelernt. Über weitere Kontakte gelangte er auf das Schiff Malacca, das nach Bombay fuhr. 18 Monate lang segelte er auf dem Passagierschiff durch die Sunda-Straße, zwischen Sumatra und Java, Richtung Formosa und Hongkong, dann an der chinesischen Küste entlang. Durch die Straße von Malakka ging es über Ceylon und Bombay wieder zurück nach England.

### Hudson’s Bay Company und Familiengründung
Am 12. Oktober 1849 wurde Helmcken für fünf Jahre von der Hudson’s Bay Company (HBC) engagiert. Am 24. März 1850 erreichte er auf der Norman Morrison Esquimalt an der Südwestküste von Vancouver Island. Doch, wie er notierte, war dort nichts „außer Land, Wasser, Kanus und Indianer“.
Chief Factor James Douglas sandte ihn im Mai nach Fort Rupert (beim heutigen Port Hardy), wo die Gesellschaft eine Kohlengrube unterhielt. Vom Gouverneur der Provinz, Richard Blanshard, erhielt er im Juni den Auftrag, unter den dortigen Arbeitern für Ruhe zu sorgen, denn viele wollten ihren Vertrag brechen und sich nach Kalifornien begeben, um Gold zu suchen (siehe Kalifornischer Goldrausch).

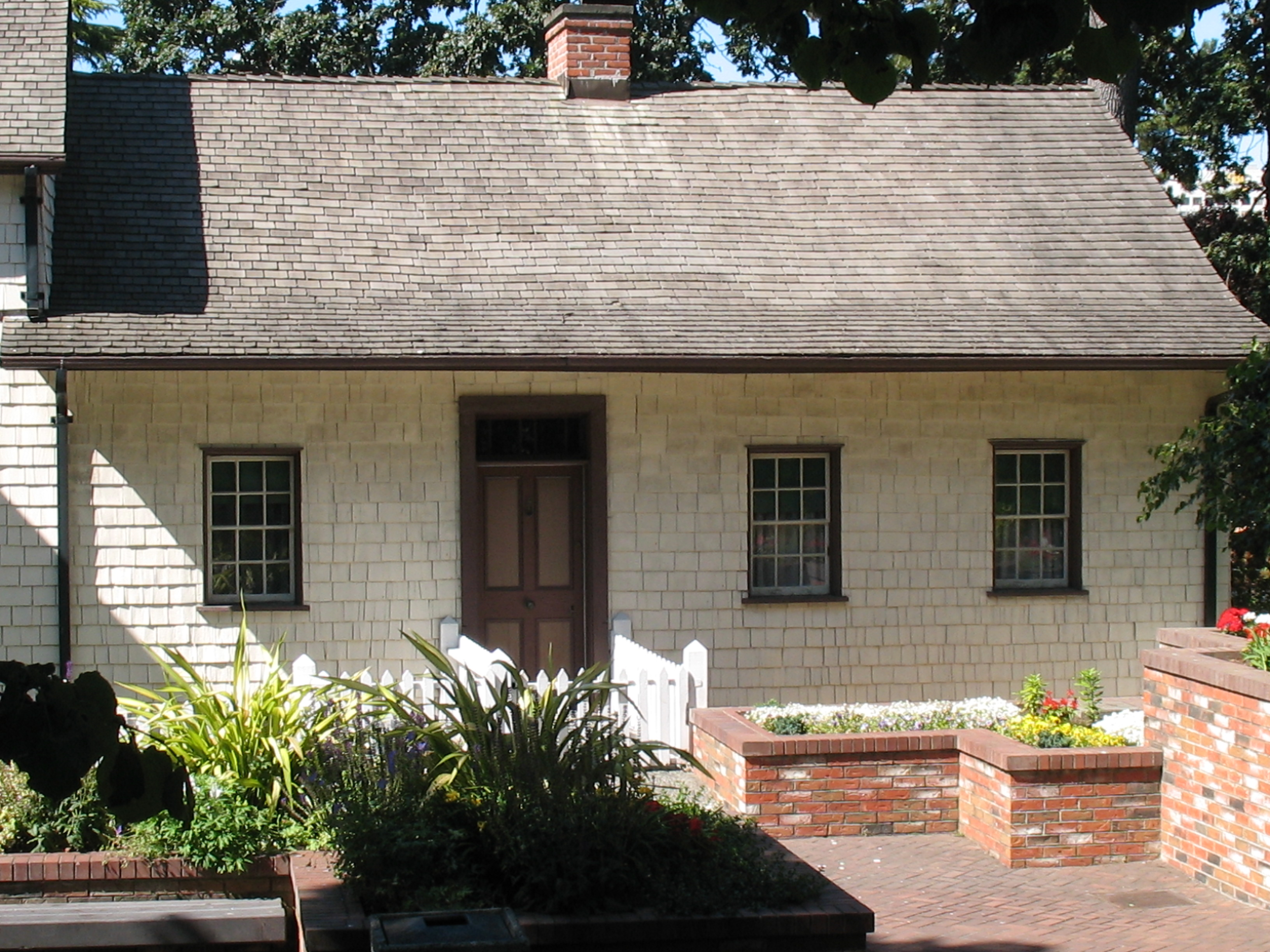
Der älteste Teil des dreigliedrigen Helmcken-Hauses, des ältesten Hauses in Victoria

Ende des Jahres sollte Helmcken nach Victoria zurückkehren, um dort als Arzt zu arbeiten. Am 27. Dezember 1852 heiratete er die älteste Tochter des inzwischen zum Gouverneur aufgestiegenen James Douglas, der zugleich Chief Factor der HBC blieb. Er hatte Cecilia bereits bei seinem ersten Besuch 1850 kennen gelernt. Sie erbauten auf Land, das ihnen der Schwiegervater zur Hochzeit geschenkt hatte, ein Haus, die Arbutus Lodge. Ein erstes Kind kam am 29. Oktober 1853 zur Welt. Es erhielt den Namen Claude Douglas und wurde am 11. Dezember getauft, doch starb der Junge kurz danach. Am 10. Juni 1855 kam die älteste Tochter, Catherine Amelia (Amy, 1875–1922) zur Welt; sie erhielt die Vornamen der Großmütter. 1856 wurde Margaret Jane (Daisy genannt) geboren, doch verstarb sie schon 1858 an Diphtherie. Entsprechend ihrem Kosenamen legte Helmcken ein Oval aus Gänseblümchen – Daisies – auf ihr Grab. Im selben Jahr wurde James Douglas (1858–1919) geboren, der seinen Namen von Cecilias Vater erhielt, und der Jimi genannt wurde, im Dezember 1859 kam Henry Dallas zur Welt, den man Harry nannte (gest. 1912). 1862 folgte Edith Louisa, die die Familie Dolly nannte (gest. 1939), schließlich 1865 Cecil Roderick, der Claus genannt wurde.
Doch wenige Tage nach der Geburt dieses siebenten Kindes starb Cecilia überraschend an einer Lungenentzündung. Sie wurde ebenfalls im Garten beigesetzt. Von ihren sieben Kindern wurden nur vier erwachsen. Amy, Dolly, Jimi und Harry wuchsen überwiegend bei den Haushälterinnen auf, zunächst „Mrs. Wilde“, später „Mrs. Foreman“. Auch die jüngere Schwester der Verstorbenen, Martha, kümmerte sich um die Kinder.
Helmcken eröffnete eine Arztpraxis. Wie die Familie Douglas gehörte Helmcken der Anglikanischen Kirche an, wechselte aber während des Schismas von 1875 zur Reformed Episcopal Church.

### Sprecher der Gesetzgebenden Versammlung (1856 bis 1871)
Im Juli 1856 wurde er in die erste Gesetzgebende Versammlung der Kolonie Vancouver Island gewählt, um Esquimalt und den Victoria-Distrikt zu vertreten. Er wurde schon in der ersten Sitzung am 12. Juli zum Sprecher gewählt, ein Amt, das er bis 1866 bzw. 1871 innehatte. Außerdem war er gewählter Vorstandspräsident des Royal Jubilee Hospital von Februar 1862 bis März 1873.
Die britische Regierung ließ der Hudson’s Bay Company in der Provinz weitgehend freie Hand. Doch sah London eine erhebliche Gefahr durch die zahlreichen Neuankömmlinge, die als Goldsucher gekommen waren. Auch im übrigen Britisch-Nordamerika geriet die Kolonialherrschaft ins Wanken, und es machte den Anschein, als würde das britische Gebiet an die USA fallen. London versuchte gegenzusteuern, indem es größere und selbstständigere Gebiete schuf. So vereinigte man die westlichsten Kolonien Vancouver Island und das Festland zur neuen Kolonie British Columbia, und am 1. Juli 1867 wurden die östlichen Kolonien zur Kanadischen Konföderation vereinigt. Als größtes Problem stellte sich heraus, dass es nicht leicht war, die übrigen britischen Gebiete von den Vorteilen eines Anschlusses zu überzeugen.
Helmcken stellte 1866 als eine der Bedingungen für die Vereinigung der beiden Kolonien die Forderung, die „repräsentierenden Institutionen“ bestehen zu lassen. Im selben Jahr erreichte eine Petition den Präsidenten der USA, die ihn dazu aufforderte, die Kolonie zu übernehmen.
Die Befürworter des Beitritts British Columbias zum neu gegründeten Kanada hatten starken Rückhalt bei der Hudson’s Bay Company und bei den Angestellten, die auf britische Zahlungen angewiesen waren. Auf der anderen Seite standen Männer, die spätestens seit dem Kauf des russischen Alaska durch die USA hofften, auch British Columbia würde an die USA fallen. Damit würden sich neue Geschäftsmöglichkeiten ergeben, denn der Wall aus britischen Schutzzöllen würde fallen. Außerdem hoffte man, nicht mehr so stark auf Londoner Interessen Rücksicht nehmen zu müssen und dessen Verwaltung loszuwerden.
1868 schloss sich Helmcken einer Bewegung gegen den Beitritt zur Kanadischen Konföderation an. Dies, obwohl er von April 1863 bis 1871 chief trader (Chefhändler) in der HBC war, und im Dezember 1869 von Gouverneur Anthony Musgrave in die Regierung, den Executive Council, geholt wurde.
Im März 1870, als über den Beitritt zum entstehenden Kanada debattiert wurde, meinte Helmcken: „Es kann nicht für unwahrscheinlich gehalten werden, dass letztendlich nicht nur diese Kolonie, sondern das gesamte Dominium Kanada von den Vereinigten Staaten absorbiert wird.“ Das trug ihm den Verdacht ein, ein annexationist zu sein – ein Befürworter des Anschlusses an die USA also –, obwohl er dies strikt von sich wies.
Musgrave wählte ihn als eines der Mitglieder der Delegation aus, die über die Bedingungen eines möglichen Beitritts verhandeln sollten, und die er nach Ottawa entsandte. Helmcken hatte offenbar seine Meinung geändert, möglicherweise, weil er erkannte, welches Potenzial im Eisenbahnbau bestand. Dennoch war seine Bedingung für den Beitritt materieller und geldlicher Gewinn für British Columbia.
Zusammen mit Robert William Weir Carrall und Joseph William Trutch führte Helmcken im Sommer 1870 die Vorverhandlungen in Ottawa. Wegen der gewaltigen Entfernungen war er eher pessimistisch, und so musste für ihn der Bau einer Eisenbahnlinie, die als einzige geeignet war, in annehmbarer Zeit diese riesigen Distanzen zu überwinden, eine unumgängliche Vorbedingung sein. Außerdem sollten die Schutzzölle bestehen bleiben, die bisher British Columbias Wirtschaft die kalifornische Konkurrenz fernhielten. Erst als Ottawa zusagte, den Bau binnen zwei Jahren zu beginnen und binnen zehn Jahren fertigzustellen, dazu halbjährlich 100.000 Dollar für das notwendige Land zu zahlen, wurde Helmcken endgültig ein Verfechter des Anschlusses an die Konföderation.
Die Unterhändler waren offenbar in einer günstigen Verhandlungsposition und nutzten diese Tatsache mit großem Geschick. Kanada übernahm die Schulden der Provinz, zahlte British Columbia einen Ausgleich für die höheren Schulden der anderen Provinzen, dazu 35.000 Dollar sowie 80 Cent pro Kopf der Bevölkerung und Jahr (begrenzt auf maximal 320.000 Dollar). Dazu sollte die Regierung einen vierzehntäglichen Dampfbootbetrieb zwischen Victoria und San Francisco unterhalten und einen zweimal wöchentlichen mit Olympia in Washington. Dazu kamen Gehälter der Staatsdiener und Mittel für die Hospitäler, wie ein Marinekrankenhaus in Victoria, und der Unterhalt der Flottenbasis in Esquimalt. Des Weiteren sollten Pensionen übernommen werden für die, die ihre Position durch den politischen Übergang verlieren würden. Außerdem wollte British Columbia die Zölle erst mit dem Anschluss der verabredeten Eisenbahnlinie anerkennen. Drei Abgeordnete sollten in den Senat, sechs in das Unterhaus einziehen. Die Indianerpolitik, die vor allem Trutch rücksichtslos betrieb, sollte nicht geändert werden, doch sollte Kanada dafür die Verantwortung übernehmen.

### Rückzug aus der Politik und Medizinorganisator (ab 1871)
1871 zog sich Helmcken aus seinen politischen Ämtern zurück. Er lehnte alle Angebote ab, als Senator, als Provinzsprecher oder als Vizegouverneur zu arbeiten, denn er wollte sich dem neuen Wahlsystem nicht unterwerfen.
Stattdessen nahm er den Posten eines Direktors der Canadian Pacific Railway an. Zugleich unterstützte er die Konservativen des Premierministers John Macdonald. Doch mit der Regierungsübernahme durch die Liberalen Ende 1873 drohte sich der Bau der transkontinentalen Eisenbahn zu verzögern. Außerdem lehnte die Regierung die von Helmcken bevorzugte Trasse über den Bute Inlet nach Esquimalt ab, die die Insel direkt an die kanadische Strecke angeschlossen hätte. Stattdessen sollte sie nur bis zum späteren Vancouver an der Küste des Festlands reichen. Helmcken setzte aber, gegen den wachsenden Einfluss des Festlands und zusammen mit anderen Verfechtern dieser Idee durch, dass die Provinzhauptstadt Victoria werden musste, nicht New Westminster bei Vancouver.
Von 1870 bis 1885 Arzt der HBC wurde Helmcken im Januar 1885 zum Gründungspräsidenten der British Columbia Medical Association. Bereits im folgenden Jahr entstand auf seine Initiative der Medical Council of British Columbia, der für die Vergabe von Approbationen zuständig war. Zugleich wurde er in das Führungsgremium des Royal Hospital in Victoria aufgenommen.

### Privatleben
Von 1851 bis 1910 war er Arzt im Provinzgefängnis und wohnte seit 1852 in dem für seine Frau errichteten Haus, das er bis zu seinem Tod im Jahr 1920 bewohnte.

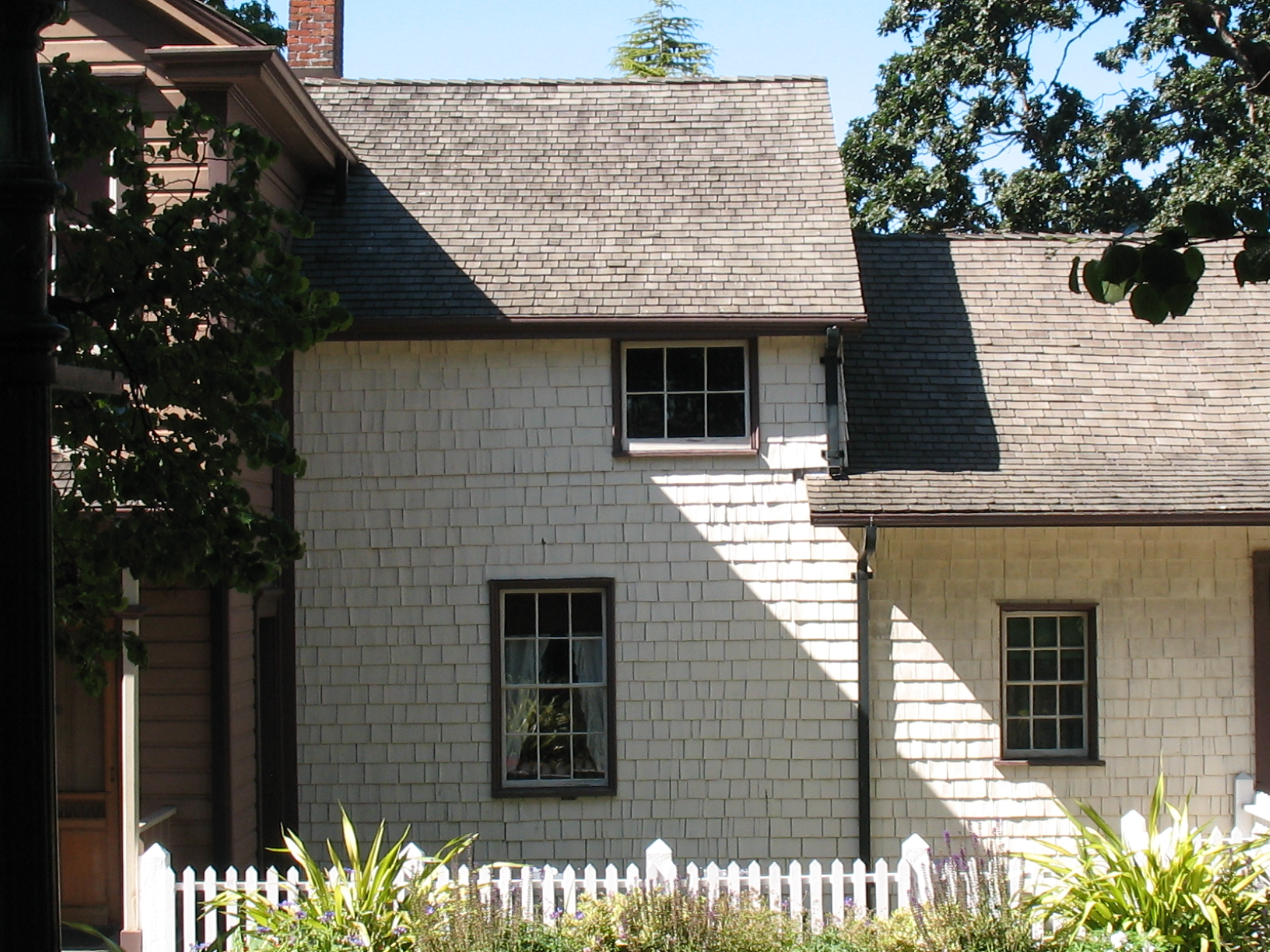
Erste Erweiterung des Helmcken-Hauses

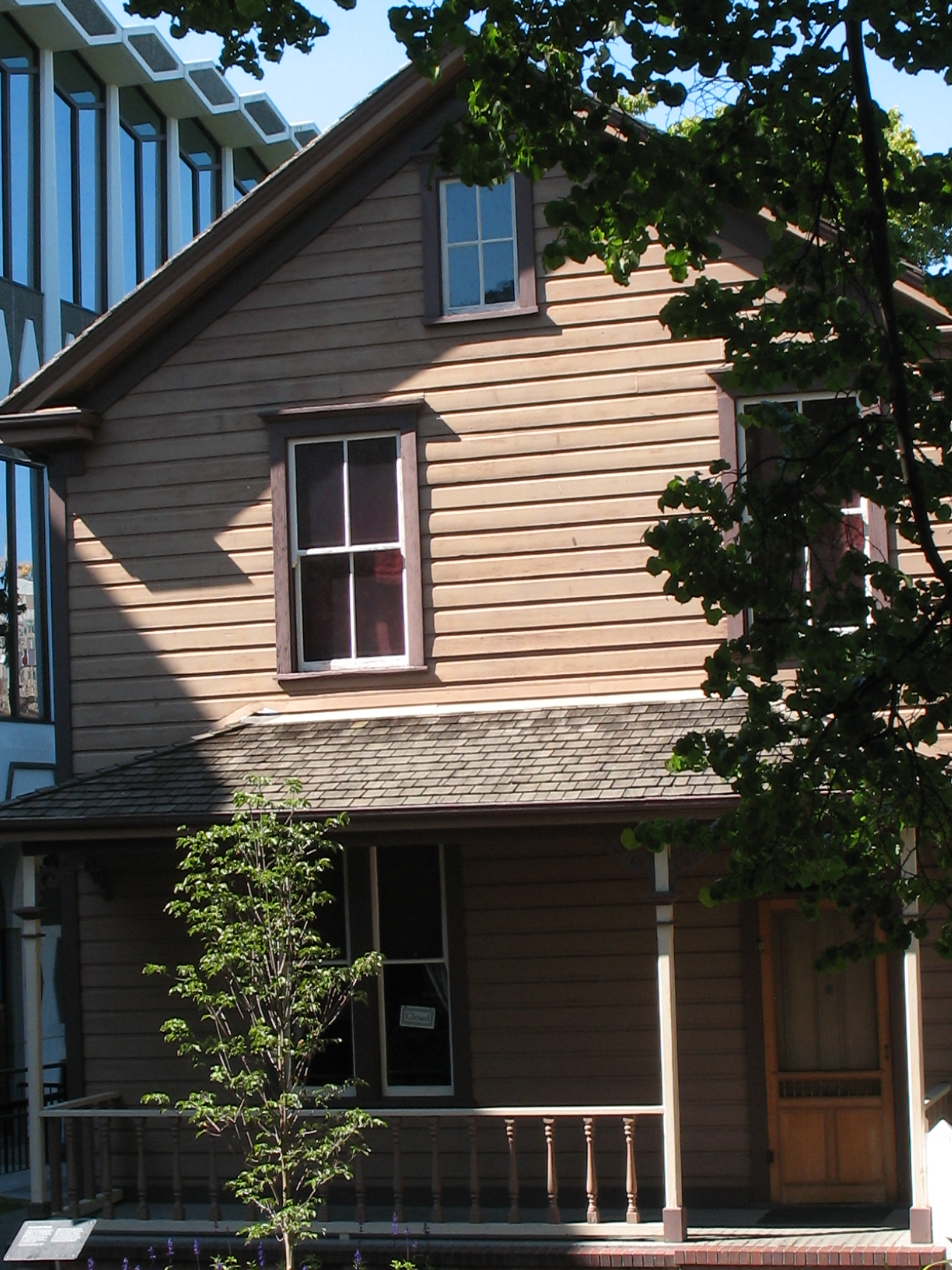
Zweite Erweiterung des Helmcken-Hauses, links Glasfassade des Royal British Columbia Museums

Daher verzeichnet der Zensus von 1891 neben Helmcken selbst als Haushaltsvorstand, und seinen Kindern „Edith L“ und „Henry D“, einen zu dieser Zeit zur Familie gerechneten 35-jährigen Chinesen, als „servant or domestic“ (Diener oder Domestik), dessen Name allerdings nicht genannt wird. Im Zensus von 1881 wird ein Chinese namens Ah Tan als Diener aufgeführt, zu dieser Zeit 26 Jahre alt, verheiratet und Baptist.
1887 – 1891 schrieb er für die Regionalzeitung, den Victoria Colonist (s. Times-Colonist) über seine Erfahrungen im Zusammenhang mit der Entstehung Kanadas. Doch mischte er sich auch in die Tagespolitik ein. In seinen letzten Jahren schrieb er eine Autobiographie, die unter dem Titel The Reminiscences of Doctor John Sebastian Helmcken von Dorothy Blakey Smith (1899–1983), Historikerin und Assistant Archivist, eine Art Assistenzarchivarin, 1975 herausgegeben wurde.
Helmcken starb am 1. September 1920 im Alter von 96 Jahren. Er wurde in Victoria neben seiner Frau und den drei früh verstorbenen Kindern Douglas Claude, Margaret Jane und Cecil Roderick begraben.

### Edith Helmcken und die Sicherung des Nachlasses
Helmckens Tochter Edith (Dolly) Helmcken (1863–1939), die eigentlich alle Aufzeichnungen ihres Vaters nach ihrem Tod vernichten lassen wollte, sich jedoch vom Provinzbibliothekar und -archivar W. Kaye Lamb umstimmen ließ, vererbte 1939 die gesamten Bestände an das Archiv von British Columbia. W. E. Ireland edierte im folgenden Jahr sein Tagebuch der Verhandlungen über die Konföderation. Im August 1941 wurde das Helmcken-Haus zum nationalen Erbe erklärt, bald darauf als Museum eröffnet. Helmckens Tochter hatte seit seinem Tod nur wenig im Haus verändert, selbst die Kleidung ihres Vaters fand sich noch in seinem Schlafraum. Heute ist es Bestandteil des Royal British Columbia Museum.
Nach John Sebastian Helmcken sind die Helmcken Falls benannt, ebenso das Dr. Helmcken Memorial Hospital in Clearwater, sowie die Helmcken Street in der Innenstadt von Vancouver und die Helmcken Road in Victoria (Teil des Highway 17A).

### Minderheitenpolitik
Weniger bekannt als seine medizingeschichtlich bedeutenden Aspekte sowie seine Rolle als Unterhändler in Ottawa ist sein beträchtlicher Einfluss auf die Minderheitenpolitik. Dabei hat er wesentliche Beiträge zur Politik gegenüber den Ureinwohnern, aber auch gegenüber späteren Zuwanderern geleistet.

#### Helmckens Verhältnis zu Indianern
Als Helmcken Anfang 1850 nach Victoria kam, begegnete er dort häufig Indianern. Bei der ersten Begegnung traf er auf Menschen, bei denen er und seine jungen Genossen („greenhorns“) kaum Männer und Frauen unterscheiden konnten. Sie trugen nach seiner Beschreibung pechschwarzes Haar, waren in Decken gekleidet, oder auch weniger, und rochen für Helmcken unangenehm („nasty“) und waren zudem schmutzig-schmierig („dirty greasy“) – ein Urteil, das in seiner Zeit weit verbreitet war, und auf entsprechende Hygienevorstellungen in seiner Heimat verweist. So berichtete Helmcken mit einem gewissen Stolz, wie akribisch seine Mutter immer für blinkende Küchengeräte gesorgt hatte. Genau diese Begrifflichkeiten benutzte er auch, um die Inuit zu beschreiben, denen er erstmals in der Hudson Bay begegnete.
Seine Abneigung gegen die Indians hat sich offenbar in der Folgezeit gemäßigt. So halfen ihm Indianer beim Bau seines Hauses, die etwa die Dachschindeln schnitten. Es ist wohl kein Zufall, dass sich im Garten Camassia quamash fand, eine essbare Pflanzenart, die die Indianer der Umgebung, die Songhees, in großem Maßstab kultivierten, und deren Vorzüge die Familie offenbar zu schätzen wusste.
Auch impfte Helmcken 1862 sofort rund 30 Angehörige des bei Victoria lebenden Stammes der Songhees gegen die aus Kalifornien eingeschleppten Pocken (vgl. Pockenepidemie an der Pazifikküste Nordamerikas 1862), die im gesamten Nordwesten wüteten. Am 16. April folgten weitere 30 – es sollten insgesamt über 500 werden. Vielleicht stellten sie sich auf sein Anraten hin selbst unter Quarantäne, was ihnen wohl das Leben gerettet hat.
Andererseits verhielt sich das neunköpfige House of Assembly, zu dem Helmcken – er war sogar sein Speaker (Sprecher) – und ein weiterer Arzt zählten, sehr widersprüchlich. Man beriet über den Vorschlag des Gouverneurs James Douglas, eine Zwangsverbringung der Infizierten durchzuführen und dafür ein Hospital zu bauen. Helmcken war damit nicht einverstanden und warf dem Gouverneur Aktionismus vor. Die neun Mitglieder des Gremiums votierten zwar für den Bau eines passenden Gebäudes neben dem vorhandenen Hospital, weigerten sich aber, die Freiheit der Entscheidung jedes Einzelnen einzuschränken, selbst über die Impffrage zu entscheiden. Bald sollte es zu spät sein, und man entschloss sich, die zahlreichen Indianer, die um Victoria kampierten oder in der Stadt wohnten, zu vertreiben. Viele von ihnen wurden von Dampfbooten nordwärts gebracht, an die sie, in ihren Kanus sitzend, gehängt wurden. Diese Vertreibung brachte die Epidemie in den Norden und dürfte etwa jeden zweiten der dortigen Bewohner das Leben gekostet haben.
Offenbar trauten die Indianer den sonstigen Fertigkeiten der britischen Mediziner nicht besonders, sondern hatten ihre eigenen Heilmethoden. Als einer von ihnen von einem umstürzenden Baum schwer verletzt wurde, und Helmcken ihm ein Bein amputieren musste, starb das Opfer – ein Ereignis, das wohl kaum das Vertrauen in seine Möglichkeiten gestärkt haben wird.
Doch Helmcken war nicht nur im Beruf und in seinem Haus mit Indianern konfrontiert, sondern auch in seiner Verwandtschaft. Seine Schwiegermutter, Amelia Morgan, hatte ihrer Tochter neben Englisch auch Französisch und Cree beigebracht, ihre Muttersprache. Amelia stammte von William und Suzanne Douglas ab, letztere war eine Indianerfrau, genauer eine Cree. Diese Ehe wurde 1803 nach dem so genannten custom of the country geschlossen, der Landessitte entsprechend, also ohne kirchliche Mitwirkung, nur durch Absprache der Eltern und eine Mitgift – wie es bei Ehen zwischen Männern der Hudson’s Bay Company und Indianerinnen üblich war. Um deren Rechtsgültigkeit entstand ein Streit, der 1867 endgültig dahingehend entschieden wurde, dass alle diese Ehen volle Gültigkeit hatten. Damit erhielt Amelia einen Teil des Erbes ihres Vaters, der ihre Mutter fortgewiesen und nochmals – diesmal auch kirchlich – geheiratet hatte.
Amelia hatte schon ihren Ehemann gelehrt, dass man die Indianer verstehen müsse, wenn man mit ihnen zurechtkommen wollte. Bei einem Angriff unter Führung von Kwah, Häuptling der Stuart First Nations, die zu den Dakelh oder Carriern gehörten, auf ein Fort im Jahre 1828, rettete sie ihm durch eine in den Augen der Indianer respektvolle Geste das Leben.
Helmcken und seine Frau gaben ihrer ältesten Tochter den Vornamen der, im Jargon der Zeit, halb-indianischen (half-breed oder half-blood) Großmutter.
Dennoch hatte Helmcken klare Vorstellungen von seiner Stellung und Aufgabe, und von den Rechten der Indianer. So schrieb er im Daily Colonist vom 5. November 1886: „Etwa vor 35 Jahren hatte Vancouver Island eine eigene Regierung und musste beim Umgang mit der Indianerfrage eine den Indianern und den lokalen Bedingungen angepasste Politik führen.“ Später, so fährt er fort, „wurde die Indianerpolitik von Vancouver Island auch auf dem Festland durchgesetzt… Dieses System blieb unverändert und ist heute die herrschende Politik von British Columbia… British Columbia hat in den vergangenen 35 Jahren nie irgendwelche Landansprüche (land title) anerkannt, außer dem Land, das ihnen, wie ich sagen darf, von ihren Eroberern gegeben worden ist – nicht durch das Schwert, sondern durch Zivilisation und Handel.“ In derselben Zeitung setzte er am 12. November fort: „Bitte bedenken Sie, die Indianerpolitik British Columbias ist kein Zufall – sie wurde von jenem großen und guten Mann, Sir James Douglas formuliert… Sir James Douglas schloss, was er einen Freundschaftsvertrag mit den Indianern nannte, um die frühesten Siedler auf guten Fuß mit den Indianern zu stellen.“ Douglas, so Helmcken, erkannte aber später keinerlei neue Verträge mehr an, und war der Meinung, sie haben keine legalen Rechte.
Helmcken betrachtete Douglas’ Vorgehensweise also nur als temporäre Konzession, um die Siedler nicht zu gefährden. Kulturelle und ökonomische Überlegenheit gaben nach seiner Meinung den Europäern das Recht, den Indianern das Land zu nehmen, denn sie waren in diesem Sinne die Eroberer (conquerors).

#### Helmckens Verhältnis zu Chinesen
1884 wurde Helmcken im Zusammenhang mit einer Gesetzesinitiative zur Begrenzung der chinesischen Einwanderung befragt. Er meinte, Chinesen seien ab ca. 1870 in nennenswerter Zahl in Victoria aufgetaucht, später sei ihre Zahl wegen des Bedarfs an Arbeitskraft gestiegen. Besonders wegen öffentlicher Arbeiten sei in den letzten Jahren ihre Zahl sehr viel stärker angestiegen. Auf die Frage nach Gesundheitsgefährdungen meinte er, nur zwei Fälle von Lepra, einer vor 1870 bei einem Indianer, einer, acht bis zehn Jahre zuvor bei einem Chinesen, seien ihm aufgefallen. Daher sah er keine Gefährdung.
Gründe für die Abneigung hingegen seien einfach zu formulieren: „Niemand mag einen Fremden, der keine andere als seine Muttersprache spricht.“ Weitere Gründe der Abneigung sah er darin, dass kein einziger Chinese in der Miliz sei. Sie seien allerdings als Hausangestellte wegen ihrer Zuverlässigkeit, Sauberkeit und Pünktlichkeit sehr geschätzt. Man könne auf Chinesen als Domestiken nicht verzichten, weil sie ihre Arbeit wirklich „gut, aufmerksam, regelmäßig und intelligent“ versahen. „Die Engländer könnten sie nicht ersetzen.“ Vor der Ankunft der Chinesen sei es zudem fast unmöglich gewesen, frisches Gemüse zu bekommen. Sie hätten darin ein Monopol. Schuh- und Konservenfabriken müssten Chinesen beschäftigen, weil sie sonst nicht gegen die kalifornische Konkurrenz ankamen, die ebenfalls Chinesen beschäftigte. Richtung Metlakatla im Norden verdrängten nun, wie Helmcken meinte, die „Wilden“ („Savages“) die Chinesen. In den Städten und den Goldgräbergebieten seien die Chinesen aus wirtschaftlichen Gründen nicht zu ersetzen.
1885 zitierte einer der Diskutanten im kanadischen Parlament, Mr. Chapleau, Helmcken aus dem Gedächtnis. Diese Angelegenheit (das Gesetz zur Beschränkung der chinesischen Einwanderung) sei sehr einfach: „Wir wollen, dass ihr den Zustrom von Mongolen (Mongolians) verhindert, weil wir hier für uns sein wollen, und wir wollen nicht, dass andere hier sind.“ Dann setzte er sein Zitat fort: „Wir sind despotisch – Sie wissen es; was die Gebräuche und Gewohnheiten und Verhaltensweisen anbetrifft sind wir auf eine gewisse Weise despotisch.“